# Unione Sportiva Lecce 1957-1958
Questa voce raccoglie le informazioni riguardanti l'Unione Sportiva Lecce nelle competizioni ufficiali della stagione 1957-1958.

## Rosa
| N. |                   | Ruolo | Calciatore        |
| -- | ----------------- | ----- | ----------------- |
|    | Italia (bandiera) | P     | Ernesto Kalin     |
|    | Italia (bandiera) | P     | Salvatore Vergari |
|    | Italia (bandiera) | P     | Emilio Zanotti    |
|    | Italia (bandiera) | D     | Tondini           |
|    | Italia (bandiera) | D     | Renzo Nicorini    |
|    | Italia (bandiera) | D     | Claudio De Valle  |
|    | Italia (bandiera) | D     | Lucio Asta        |
|    | Italia (bandiera) | D     | R. De Santis      |
|    | Italia (bandiera) | D     | Renzo Furlan      |
|    | Italia (bandiera) | D     | Luigi Norbiato    |

| N. |                   | Ruolo | Calciatore         |
| -- | ----------------- | ----- | ------------------ |
|    | Italia (bandiera) | C     | Nevio Bartolaccini |
|    | Italia (bandiera) | C     | Nazzareno Cordone  |
|    | Italia (bandiera) | C     | Angelo Maccagni    |
|    | Italia (bandiera) | C     | Angelo Frigo       |
|    | Italia (bandiera) | C     | Galdino Pinaroli   |
|    | Italia (bandiera) | C     | Nevio Giacobbo     |
|    | Italia (bandiera) | A     | Antonio Renna      |
|    | Italia (bandiera) | A     | Pietro De Santis   |
|    | Italia (bandiera) | A     | Livio Noè          |